# The Carpet from Bagdad
The Carpet from Bagdad er en amerikansk stumfilm fra 1915 af Colin Campbell.

## Medvirkende
- Kathlyn Williams som Fortuna Chedsoye
- Wheeler Oakman som George P.A. Jones
- Guy Oliver som Horace Wadsworth
- Eugenie Besserer som Mrs. Chedsoye
- Frank Clark som Major Callahan